# 蔣中正家族
蒋中正家族，又称蒋氏家族，家族以“两蔣”为核心，家族成员分布于世界各地，涉足党、政、军、商、学、演、艺等诸多领域。其后代成员有部分为混血情况。以两蒋为重要代表的家族相关力量，在近现代华人政治领域有着较大影响力。
在近现代诸多历史事件中，如护国战争反对袁世凯、国民革命军东征、国民革命军北伐统一中国南北、中国抗日战争、国共内战、冷战以及臺灣戒嚴時期海峡两岸关系等，均与蒋家有着直接关联。
蒋家对中华民国政治的影响，始于蔣中正在1914年出任讨袁第一路军司令，1924年担任中央陆军军官学校校长，由此掌握中国国民党军权，推行以党领军，1926年成为国民革命军总司令并领军北伐，1927年在南京成立国民政府，之后历任国民政府主席、行政院院长、国民政府军事委员会委员长等职务，历经中国抗日战争及国共内战。1949年，其领导中华民国政府迁至臺灣地區，并且一直兼任中国国民党总裁及中华民国总统直至去世。
而后，其子蔣經國在嚴家淦的短暂任期结束后，担任中华民国总统兼中国国民党主席，直至1988年去世。进入21世纪，在未经DNA确认的情况下，自我认同为蒋家孙辈的蒋孝严曾任中国国民党副主席以及行政院副院长；曾孙辈的蒋万安在2016年及2020年分别当选第9届及第10届立法委员，并于2022年当选为臺北市第8届市长。

## 家族奇观
蒋家呈现有中国家族的数个奇观，包括：
- 蒋中正是20世紀唯一一位曾统治台海两岸的政治領導人，包括中国大陸23年（1926年－1949年），臺灣30年（1945年－1975年）
- 夫妻长寿：蒋中正享寿89岁（满87周歲又5月5日）[4]。宋美齡是中華民國第一夫人（包括中國历代皇后、皇太后、太皇太后）中最长寿者，享寿106岁（满105岁），也是第二次世界大戰中各參戰國領袖及夫人中最長壽者[5][6]。
- 两蒋是中国近现代唯一父子世襲政權交班成功者[7][8]。
- 蒋家家族成员血统或国籍为中国近现代家族中極為复杂者，國籍血统包括东亚（华人和日本人）、北美（美国、加拿大）、欧洲（德国、英国、瑞士）及俄国（帝俄、苏联）等。
- 家族成员早期信漢傳佛教。蒋宋联姻后，多信基督教。
- 蔣家歷代都有國外留學經歷，蔣中正核心家庭中，蔣中正留學日本、宋美齡留學美國、蔣經國留學蘇聯、蔣緯國留學德國，留學國家恰好分屬第二次世界大戰兩大陣營，可謂奇異。
- 蔣家後人有回奉化老家祭祖的传统。但是遷來台灣的後代鮮少回鄉祭祖，其原因是蔣氏一族敏感的身分問題。解嚴後，歷任總統多不同意蔣家在台後代回鄉祭祖，以防蔣氏族人淪為中国共产党的統戰工具[來源請求]。如陳水扁擔任總統時期，蔣孝嚴曾提出想回鄉祭祖，但總統府和國家安全局皆予以駁回。現今，在台蔣家後代多至桃園市大溪區慈湖陵寢附設私人祭祖區（蔣家專用）和頭寮陵寢蔣經國靈柩暫厝的地方祭祖拜謁。

## 家族成员分类

### 核心家族成员
蔣家自蔣中正算起，已經歷五代：

### 家族成员国籍/血统/經歷
蒋中正家族成员活跃于世界各地，包括：
- 亞洲

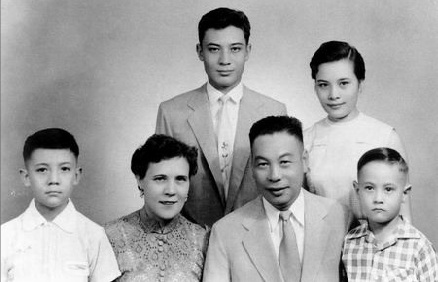
蔣經國家族

  - 中国大陆：家族成员第一、二代均生于中国大陆。
  - 香港：家族成员第三、四代中有在香港居住、经营，如蒋孝玉[9]。蔣中正前妻陳潔如居香港，養女陈瑶光先隨母居香港，後移居美國。
  - 台湾：1949年后，家族成员多移居台湾，部分留居中國大陆。
  - 日本：蔣中正在日本学軍事，曾访问日本。蒋纬国生于日本东京，有日本血统，生母为日本护士重松金子。蔣孝武曾任駐日代表。
  - 韓國：蔣中正養女陈瑶光曾嫁韓國流亡安氏，有二子。
  - 新加坡：蔣孝武曾任駐新加坡商務代表。
  - 菲律賓：蔣孝剛妻王倚惠出自菲律賓華僑實業家庭。
- 欧洲
  - 苏联：蒋经国曾到苏联留学，在西伯利亞勞動，鍛鍊堅強體魄。妻蒋方良为白俄羅斯在旧沙俄的贵族，蔣孝文生于前苏联，经国一支之后均具白俄血统。
  - 德国：蒋纬国曾到德国接受陸军訓練。妻邱如雪具德国血统，子蒋孝刚具德国血统。蒋徐乃锦具德国血统。蔣孝武曾留學德國。俞揚和（蔣孝章夫）有德國血統。
  - 英国：蒋友梅、蔣孝剛曾留学英国劍橋大學；友梅居英国，嫁英国世家后代，女儿生于英国。
  - 法國：汪日章（蔣中正表弟，經緯國娘舅）曾在法國巴黎大學、國立最高美術專科學院留學。趙志遊（蔣家遠親）曾在法國留學，娶法籍白人為妻。
  - 瑞士：蒋孝武前妻汪長詩瑞士华侨，女蔣友蘭、子蒋友松具瑞士国籍。
  - 比利时：蒋孝严曾留学比利时。
- 美洲
  - 美国： 家族成员第三、四代多位曾留学生活于美国，數位具有美国国籍。宋美龄曾留学美国，蔣中正逝世后移居美国，逝世于美国纽约，身後葬於紐約郊外芬克里夫墓園。二代中養女陈瑶光晚年移居美國加州。蔣緯國曾到美國學習軍事一年多。第三代中蔣孝章定居美国加州，蒋孝严曾任驻美大使，章孝慈曾留学美国，蒋孝刚在美国执业。陳瑤光子陳忠人，美國銀行家，曾任美國銀行副總裁；子陈晓人、女陳玖莉移居美國。四代中蔣友蘭、蒋友柏、蒋友常、蒋蕙兰等均曾留学美国，蒋友松、蒋万安曾在美国执业。章劲松于哈佛大学毕业后，也曾在美执业。
  - 加拿大：蔣孝勇家族均具有加拿大国籍。

### 家族成员领域
蒋中正家族成员活跃于各领域，代表人物包括：

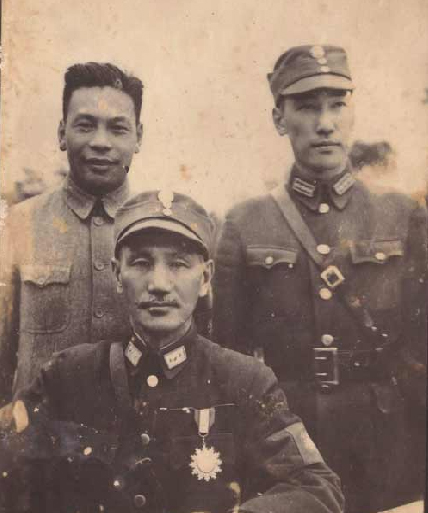
三蔣父子都是政軍強人

- 政治：两蒋、宋美齡、蒋孝勇、蒋孝严、蔣方智怡、蔣萬安
- 军事：两蒋、蒋纬国、蔣孝全、蒋孝先、蒋孝宗
- 外交：宋美齡、蔣孝嚴
- 学术：宋美齡是衛斯理學院的文學士，也是國立彰化師範大學的創辦人。章孝慈为台湾著名法学家，曾任东吴大学校长，蔣孝先的兒子蔣友文曾擔任台大會計系教授。
- 法律：章孝慈、蔣孝剛、蒋万安、章勁松均为法律界人士
- 艺术：宋美龄擅长国画。蒋友梅为艺术学者，曾获剑桥大学艺术史博士、章友菊從事廣告設計。
- 工商：蒋友松、蒋友柏、蒋友常等均为企业家
- 演艺：蒋蕙兰为台湾名导演
- 其他：蔣友文是會計學專家。

## 日记与家谱
兩蔣均有记日记的习惯，其中以《蒋中正日记》体量最巨，是近代史宝贵文物资料，现存美国斯坦福大学胡佛研究所。
蒋家远祖蒋宗霸，笃信佛教，与布袋和尚为世交。宗霸生前常口诵“摩诃般若波罗密多”（意为“大智慧到彼岸”），世称“摩诃居士”。恰巧约千年后，蒋中正家族及国民政府撤退至中国大陆的彼岸台湾，正与蒋氏先祖的偈語暗合。蒋宗霸子蒋浚明，北宋大臣。蒋中正中年之前信佛，蒋母王采玉为虔誠佛教徒。
蒋中正曾请学者修《武岭蒋氏宗谱》。

## 联姻家族
蒋氏家族曾和中国很多著名家族联姻，包括：
- 奉化：
  - 葛竹王氏家族，代表人物：王采玉（蒋中正之母），王有则；王世和[13]、王惜寸、王正谊、王震南[14]、王士杰、王未之，同族远亲王正廷、王正黼家族。奉化始迁祖南宋參知政事王次翁，今墓尚存[15]。先世有明工部尚书王钫[16]。王钫在明嘉靖年间曾任两广总督，蒋氏同族蔣攸銛在清嘉庆年间亦到任两广总督，而蒋中正在孙文命下也治粤军政大事，蒋氏与粤有深厚渊源，历明清民国三代。王钫治粤时，内平叛乱，外御倭寇；蒋中正则内统一中国大陆，外抗日军侵略。蔣攸銛入旗为巩固满清统治立下汗马功劳，而蒋中正早年则激进反清革命。
  - 竺氏，代表人物：竺芝珊（蒋中正妹夫）、竺培基、竺培风，竺景崧等。据台湾阮大仁近期披露家父阮毅成遗物，气象学家竺可桢是蒋中正表弟，家族与奉化竺氏同宗[17]。
  - 宋氏，代表人物：宋时选（毛福梅侄外孙）等。先世宋琰，明景泰兵部侍郎。
  - 毛氏，代表人物：毛福梅（蒋中正原配，蒋经国之母）、毛懋卿；毛颖甫、毛庆祥、毛节盛；毛思诚；毛景彪、毛高文、毛昭晰等，上海同族远亲毛瀛初、毛邦初、毛昭宪、毛昭寰家族[18]。
  - 萧王庙孙氏，代表人物：孙维美（蒋国柄之妻，蒋环伦之母），孫鶴皋，孫義宣等。
  - 澄清周氏，代表人物：周駿彥（蔣中正之師）；周宏濤（蔣家姻親）、周宏藩兄弟；周淡游（蔣中正結拜兄弟）；周天健、周天翔兄弟等。
- 绍兴：
  - 俞文葆家族：蒋经国之女蒋孝章嫁俞大维之子俞扬和，得子俞祖声。作為蔣氏肱骨的奉化三俞中俞飛鵬，乃山陰俞氏同族之後，與另二俞同姓不同宗。

- 上海：
  - 宋嘉澍家族：蒋中正娶宋美龄，二姐宋庆龄嫁孙中山，故与孙中山家族有亲缘关系，蒋可称孙文为“姐夫”。大姐宋靄齡嫁孔祥熙，故与太古孔家、孔子世家有亲缘关系，蒋可称孔为“姐夫”。宋母倪桂珍（蔣中正岳母）為明代著名科學家徐光啟後人。

- 台灣：
  - 連戰家族：蔣孝武妻蔡惠媚，父蔡鴻文，侄女蔡依珊嫁連戰子連勝文。

## 与毛泽东家族
毛泽东家族的湘潭毛氏，祖籍浙江三衢，现今衢州江山市。湘潭毛氏出自清漾毛氏。明朝时期，衢州清漾毛氏的一支毛太华移居今湖南湘乡县。毛家后代毛新宇曾回浙江江山寻根认祖。同样是明代，清漾毛氏的另一支，迁入今浙江奉化，成为奉化毛氏。因此，经学者考证，蒋家和毛家有亲缘关系，还是“一家”。蔣中正原配，蒋经国之母毛福梅实与毛泽东同出一族，而按辈分算，蔣中正是毛泽东的“姐夫”或“姑丈”，与毛同辈。據此，中國近、現代史中最重要的三人，孫文是蔣中正親姐夫，而蔣又是毛澤東遠姐夫。从这种层面上说，国共内战也被戏称作中国的“家务事”，是“家庭纷争”，至此天各一方隔海相望，这也是中国历史上绝无仅有的巧合。

## 類似家族
- 宋嘉澍家族
- 朴正熙家族
- 李光耀家族
- 马科斯家族（英语：Marcos family）
- 蘇慕薩家族
- 杜瓦利埃家族
- 尼赫魯-甘地家族
- 真納家族（英语：Jinnah family）
- 羅斯福家族
- 布什家族
- 肯尼迪家族
- 凱末爾家族（英语：Personal life of Mustafa Kemal Atatürk#Family）
- 金日成家族
- 胡志明家族
- 布羅茲家族
- 阿薩德家族
- 马哈迪家族